# 河上ヨシタカ
河上ヨシタカ（かわかみ-、1970年 - ）は、日本のCGイラストレーター。Yockの名義でも活動している。

## 人物
愛知県出身。2002年よりCGを用いた作品制作を始めた。作品のモチーフとなっているものの多くは女子高生であり、グロテスクな描写を含むものも多くある。2003年に自身のホームページを開設しており、作品を投稿している。2005年には銀座のヴァニラ画廊で個展を開催した。
2008年にパリのエロティズム博物館で開催されたJAPAN EROTICA'S EXHIBITIONでは出典作家の一人に選ばれている。